# Jan Høegh
Jan Høegh (* 13. April 1946) ist ein ehemaliger dänischer Radrennfahrer und nationaler Meister im Radsport.

## Sportliche Laufbahn
Høegh wurde bereits als junger Fahrer Mitglied der dänischen Nationalmannschaft. Er startete für Dänemark 1968 bei der Internationalen Friedensfahrt und wurde 34. der Rundfahrt. 1969 war er erneut am Start und wurde als 26. klassiert. Bei weiteren Starts in späteren Jahren schied er aus dem Rennen aus. 1969 konnte er mit dem Sieg auf der 1. Etappe der Tour de l’Avenir auch kurzzeitig das Führungstrikot übernehmen, im Endklassement wurde er 23. Seinen ersten dänischen Meistertitel gewann Høegh 1970 im Mannschaftszeitfahren, in seinem Team fuhr auch Jørgen Marcussen. 1978 gewann er die traditionsreiche Fyen Rundt. Høegh fuhr häufig Rennen in Deutschland. 1970 konnte er innerhalb von 24 Stunden zwei Rennen (in Dortmund und in Gütersloh) gewinnen. Bei den Nordischen Meisterschaften gewann er 1974 die Silbermedaille im Straßenrennen hinter Harry Hannus.